# Culture chinchorro
La culture chinchorro, ou culture des Chinchorros est une culture archéologique précolombienne datée de 7000 à 1500 av. J.C.. Située sur la côte du désert d'Atacama entre les actuelles villes d'Ilo, au Pérou, et Antofagasta, au Chili, son cœur semble cependant être autour d’Arica et de Camarones, où sont concentrés un grand nombre de sites. Les Chinchorros étaient des chasseurs-cueilleurs qui pratiquaient la pêche et le ramassage des ressources côtières et qui ont pu, grâce à ces ressources abondantes, adopter un mode de vie sédentaire. Ils sont connus pour leurs rites funéraires et, en particulier, pour leurs momies. Celle-ci sont les plus anciennes momies connues, les premières momies non-naturelles pouvant avoir jusqu'à 7000 ans. La culture Chinchorro subit, vers 2000 av. J.C., l'influence des cultures du plateau andin, ce qui a conduit à l'adoption de l'agriculture et de la céramique.
Le peuplement et momification artificielle de la culture chinchorro dans la région d’Arica et de Parinacota est inscrite sur la liste du patrimoine mondial par l'UNESCO le 27 juillet 2021.

## Pratiques Funéraires
Les pratiques de momifications au sein de la culture Chinchorro commencent vers 5000 avant J.C. et disparaissent à partir d’environ 2000 avant J.C. Ces rituels de momifications témoignent de pratiques socioreligieuses complexes chez les chasseurs-cueilleurs de l’époque andine précéramique. Les Chinchorros sont, d’après les découvertes faites à ce jour, les premiers à avoir réalisé la momification artificielle, plus de 2000 ans avant les Egyptiens à titre de comparaison. De plus, contrairement à ces derniers, il semble que les Chinchorros momifiaient les membres de la société sans distinction de classe.
Les momies retrouvées présentent un nombre de traits communs permettant de cerner le processus de momification : la peau et les organes sont retirés du corps, puis les os sont renforcés avec des branches et l'intérieur du corps est remplis avec des matières végétales. Enfin, la momie reçoit un masque mortuaire d'argile et est emballée pour sécher pendant 30 à 40 jours.
Pour l’archéologue Bernardo Arriaza, les momies ainsi exposées jouaient un rôle important dans la société et la cosmologie Chinchorro. Le processus de momification peut donc être interprété comme un moyen de créer une continuité entre la vie et la mort. Les morts deviennent ainsi des extensions des vivants. Les momies pourraient faire partie d’un modèle de croyances qui nie le caractère final de la mort, et dont la momification pourrait être un processus d’immortalisation.